# Resistenza a Venezia
La  Resistenza nel comune di Venezia rappresenta quel movimento civile nato nel territorio del comune di Venezia, durante la seconda guerra mondiale, come risposta ai soprusi della dittatura fascista e contro l'occupazione nazista a partire dalla metà del 1943.

## Premesse
Per inquadrare correttamente le dinamiche del Movimento di Liberazione sviluppatosi all'interno del territorio di Mestre-Marghera e dei centri della cintura urbana, Chirignago, Zelarino, Favaro, Campalto e Tessera, è utile in via preliminare evidenziare due aspetti. Da un lato occorre avere consapevolezza che questo movimento si è realizzato - oltre che nelle forme della politica cospirativa e nella lotta partigiana - anche in quelle della resistenza civile e dall'altro occorre ricordare che è sempre stata mantenuta una stretta rete di contatti e di scambi tra i resistenti che agivano in pianura e le formazioni partigiane in montagna e che solo nell'autunno inverno del 1944-1945 si costituirono nell'entroterra mestrino delle vere e proprie formazioni militari. 

## Storia
Ebbero un ruolo determinante nella prima fase organizzativa sia alcuni esponenti dell'antifascismo precedente al ventennio che elementi più giovani i quali erano stati oppositori del regime, subendo il carcere e il confino, molti dei quali erano stati liberati durante i quarantacinque giorni del governo Badoglio. Tra questi ultimi Umberto de Bei, operaio dei cantieri Ilva, che era stato arrestato dalla polizia nel luglio del 1941 e deferito al Tribunale Speciale, poi liberato nell'agosto del 1943. Aveva subito sorte analoga il calzolaio Leone Moressa. Altre figure di spicco erano Erminio Ferretto ed Augusto Pettenò. 
L'annunicio dell'armistizio pronunciato da Badoglio l'8 settembre del 1943 provocò un'immediata reazione dei tedeschi, che già il 9 occuparono militarmente la città, mentre colse del tutto impreparati soldati ed ufficiali delle diverse caserme della città, lasciati completamente senza ordini.
A fronte dello sfascio dell'esercito vi fu da parte della popolazione un moto spontaneo e diffuso di appoggio e di solidarietà verso i prigionieri ed una prima forma - prepolitica e trasversale - di reazione alla prepotenza dell'occupante. Ai soldati in fuga in questa prima fase gli abitanti di Mestre e dei dintorni offrirono soprattutto abiti civili, cibo ed indicazioni per raggiungere le località di provenienza evitando le strade principali controllate dalle truppe tedesche.
In queste prime settimane, mentre il partito fascista e la Repubblica di Salò si andavano ancora ricostituendo, alcuni elementi attivi dell'antifascismo mestrino, che poi comanderanno le formazioni partigiane, si mobilitarono per organizzare il recupero delle armi sottraendole ai tedeschi in vista di una lotta armata e per estendere e rinsaldare i rapporti con gli operai della zona industriale di Marghera che consideravano come principale componente di un movimento di resistenza al nazifascismo. 
Il regime poteva essere stato visto con benevolenza da quegli operai per i quali il lavoro in fabbrica aveva rappresentato una via d'uscita dalla miseria di un'agricoltura, in cui prevalevano i piccolissimi appezzamenti in proprietà o in affitto. Ma la guerra e la sua evoluzione avevano fatto precipitare quel consenso che aveva avuto con la guerra d'Etiopia il suo apice. Il clima di sfiducia e di malcontento avevano creato uno stato d'animo di disponibilità ed apertura alle proposte degli oppositori del regime che rispondevano al desiderio di porre fine alla guerra e alla speranza di costruire una società più giusta. Già prima dell'armistizio alcuni operai, in fabbriche come la Breda, si dichiaravano apertamente antifascisti; altri maturarono già in quell'autunno nel 1943 la loro adesione a questo embrionale movimento di Liberazione.

## I luoghi

Bunker costruito nella piazza Erminio Ferretto durante il periodo dei bombardamenti.

### Mestre

#### Piazza Ferretto
È il cuore del centro storico , in età medievale piazza del mercato, dal 1900 intitolata a Umberto I, dalla fine della II guerra è dedicata al partigiano Erminio Ferretto della Brigata Garibaldi, che liberò la città dai nazifascisti. 
È stata lo scenario delle parate del regime, luogo di celebrazione dei funerali dei fascisti uccisi e, dopo il 29 aprile, della festa popolare per la Liberazione, della parata delle Brigate del Corpo Volontari della Libertà, dei funerali dei partigiani uccisi e del grande comizio del 1º maggio, il primo dopo la riacquistata libertà. 

#### Stazione di Mestre
Snodo centrale nelle comunicazioni ferroviarie di vitale importanza per i tedeschi, che la utilizzavano per lo spostamento di truppe ed armamenti, sia dalle Alpi Orientali verso alla pianura Padana, che da Occidente verso il confine Orientale. Numerose furono le incursioni dei bombardieri alleati durante tutto il corso della guerra sulla stazione e sul vicino deposito. La più disastrosa fu compiuta il 28 marzo 1944 e provocò la distruzione degli edifici e dei binari. Rimasero coinvolte nel bombardamento alcune aree urbane circostanti: via Cappuccina, via Piave, Piazza Barche, Via Mestrina, Catene, Villabona e Chirignago. Secondo la relazione del comando dei Vigili urbani, il successivo 4 aprile i morti erano 164 e le persone senza tetto erano circa 4000. La categoria dei ferrovieri fu impegnata immediatamente dopo l'armistizio in una serie di azioni di Resistenza, che videro coinvolti sia gli operai che il personale viaggiante.

#### Via Palazzo
Il Municipio di Mestre fu la sede in cui si stabilì il CLN cittadino, dopo l'accordo con il Comando tedesco, per gestire il trapasso dei poteri e garantire l'ordine in città, in collaborazione con gli ufficiali della Guardia di Finanza e dei Carabinieri.

#### Piazza XXVII Ottobre
Punto di arrivo del Canal Salso, qui vi era il cosiddetto porto di Mestre e a partire almeno dal 1600 una stazione postale ritratta in una celebre incisione del Canaletto. Durante la seconda guerra mondiale l'edificio ospitava la Questura dove il 15 novembre 1944 alle ore 20.00 fu fatto brillare un ordigno esplosivo ad opera di alcuni partigiani del battaglione "Felisati" e della Brigata "Battisti", operante anch'essa nel territorio di Mestre, in particolare con il contributo del partigiano Armando Carraro che era stato incaricato di reperire l'esplosivo. Quest'ultimo, ex marinaio artificiere della Regia Marina, era conosciuto con il nome di battaglia di "Barbara" per la sua esperienza nel campo degli esplosivi. L'attentato provocò il crollo di alcuni vani, la distruzione di tutti i mobili e delle pratiche d'archivio della prima e terza divisione dello stesso Commissariato, il ferimento di uno dei tre agenti in servizio e del custode del Dazio posto nello stesso edificio.

#### Via Piave
Una delle arterie principali di Mestre nelle vicinanze della stazione. Nel quartiere omonimo, a poca distanza tra loro, negli anni 1941/42 abitavano alcuni giovani di età compresa tra i 17 ed i 21 anni: Mario Balladelli e Giuliano Lucchetta, Ada Salvagnini, e Vinicio Morini. Frequentavano la bottega di Leone Moressa, calzolaio in Via Monte Nero che, nonostante la condanna al confino per le sue idee antifasciste e l'adesione all'ideologia comunista, sfidando la sorveglianza della polizia fascista, continuava instancabilmente la sua azione di propaganda facendo maturare in loro la scelta di entrare tutti fin dall'inizio nella Resistenza: Balladelli e Lucchetta ricoprirono ruoli di comando e Ada Salvagnini divenne staffetta della Brigata Biancotto a Venezia.